# カステナーゾ
カステナーゾ（伊: Castenaso）は、イタリア共和国エミリア＝ロマーニャ州ボローニャ県にある、人口約16,000人の基礎自治体（コムーネ）。
郊外にあるヴィッラノーヴァ (it:Villanova (Castenaso)) からは、エトルリア文化に先立つ鉄器時代の遺物が出土しており、ヴィッラノーヴァ文化と呼ばれる文化のモデルとなっている。

## 地理

### 位置・広がり

#### 隣接コムーネ
隣接するコムーネは以下の通り。
- ボローニャ
- ブドリオ
- グラナローロ・デッレミーリア
- オッツァーノ・デッレミーリア
- サン・ラッザロ・ディ・サーヴェナ

### 気候分類・地震分類
カステナーゾにおけるイタリアの気候分類 (it) および度日は、zona E, 2182 GGである。
また、イタリアの地震リスク階級 (it) では、zona 3 (sismicità bassa) に分類される。

## 行政

### 分離集落
カステナーゾには、以下の分離集落（フラツィオーネ）がある。
- Fiesso, Marano, Veduro, Villanova